# Eremaeus nortoni
Eremaeus nortoni är en kvalsterart som beskrevs av Valerie M. Behan-Pelletier 1993. Eremaeus nortoni ingår i släktet Eremaeus och familjen Eremaeidae. Inga underarter finns listade i Catalogue of Life.